# Lekneno
Lekneno – wieś w Chorwacji, w żupanii zagrzebskiej, w mieście Velika Gorica. W 2011 roku liczyła 383 mieszkańców.